# Tipula impudica
Tipula impudica är en tvåvingeart som beskrevs av Doane 1901. Tipula impudica ingår i släktet Tipula och familjen storharkrankar. Inga underarter finns listade i Catalogue of Life.